# Мосхолурски мост
Мосхолурският мост (на гръцки: Γέφυρα Μοσχολουρίου) на река Софадитис (или Онохонос) е вероятно построен през X век по време на т.нар. златен век и сарацинската епоха във Византия според първата трактовка или през византийския период между XII и XV век. През 1952 г. мостът приема формата която има днес след ремонтни работи по разширяване на платното с удължение посредством изграждането на трети свод. Днес мостът е трисводест с полукръгли отвори и с два релефни отвора в мезопилоните със същата форма.
Първоначалната конструкция е с два свода с дължина 10,80 м и височина от коритото на реката между 6,20 м и 7,20 м. Сводовете имат двойна ширина отгоре 0,50 м, която е едновременно носеща и 0,20 м отверстие. Основата на долния им участък е с ширина 0,55 м. Релефните участъци са с ширина 1,80 м и височина 3,00 м. Опорите са с ширина 4,00 м и височина 2,70 м., а настилката е на 4,80 м. Опорите на моста са от порест материал, а останалите части на моста са от варовик с хоризонтални фуги.
Третият участък и парапетът са от стоманобетон и са добавени към моста през 1952 г. Фугирането е извършено с циментова замазка. Мостът е свързван с множество легенди и предания за исторически събития случили се на местните жители и областта Тесалия.